# Liste der Straßen und Plätze in Berlin-Grunewald

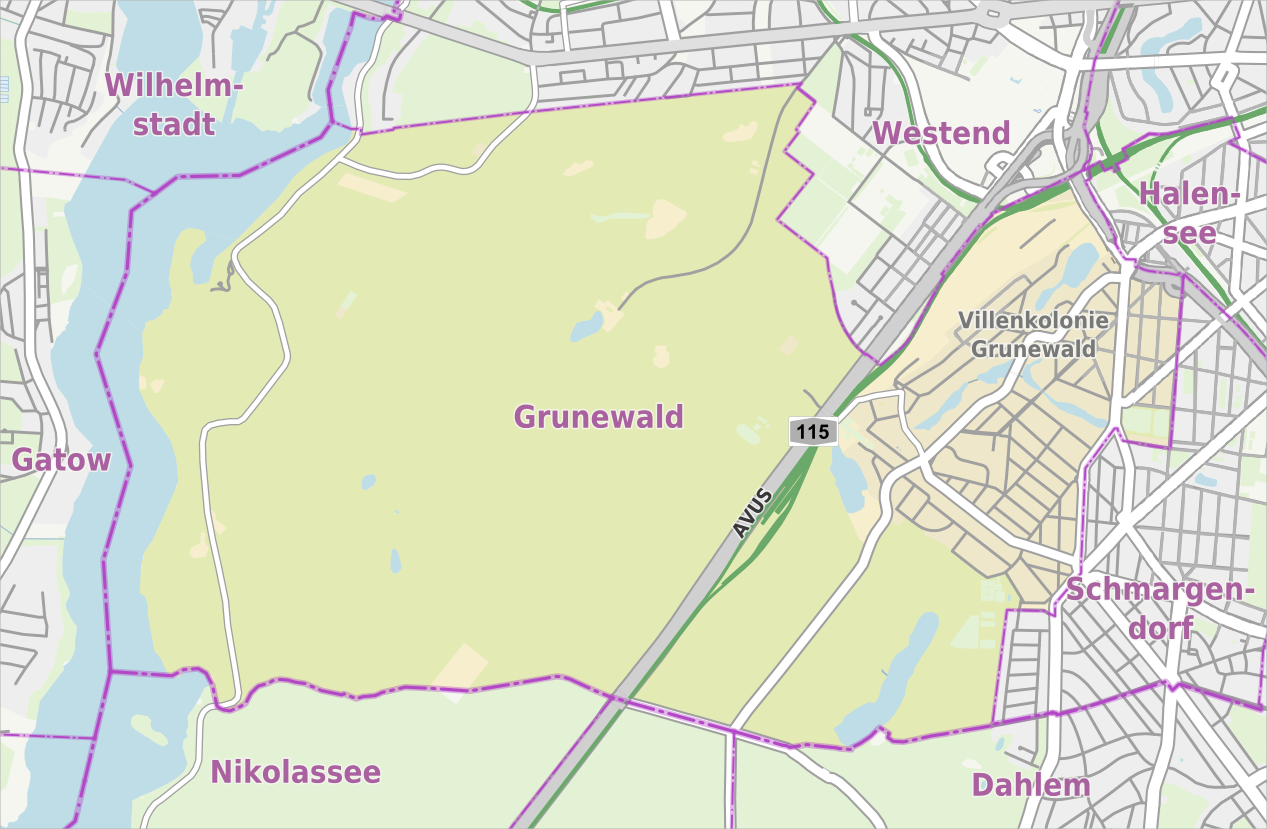
Übersichtskarte von Berlin-Grunewald

Die Liste der Straßen und Plätze in Berlin-Grunewald beschreibt das Straßensystem im Berliner Ortsteil Grunewald mit den entsprechenden historischen Bezügen. Gleichzeitig ist diese Zusammenstellung ein Teil der Listen aller Berliner Straßen und Plätze.

## Überblick
Der Ortsteil Grunewald hat 11.213 Einwohner (Stand: 31. Dezember 2023) und umfasst die Postleitzahlenbereiche 10711, 14055, 14193, 14195 und 14199. Es existieren im Ortsteil 78 gewidmete Straßen und acht benannte Plätze, wie das Roseneck. 17 Straßen liegen teilweise in den Nachbarortsteilen oder setzen sich in diesen fort. Die Straßen im Ortsteil haben eine summierte Länge von 46,5 Kilometern.
Im Jahr 1889 wurde von der Kurfürstendamm-Gesellschaft auf einem 234 Hektar großen Terrain die Villenkolonie Grunewald angelegt, aus der der heutige Ortsteil Grunewald entstand. Am 1. April 1899 erfolgte die Erhebung zur selbstständigen Landgemeinde durch Kabinettsorder. 1906 wurde die Kolonie Neu-Grunewald in die Landgemeinde eingegliedert. Im Adressbuch 1899 wird Grunewald im Kreis Teltow mit einer Einwohnerzahl von 2650 angegeben. Die Straßen wurden dabei gezielt am Westende des Kurfürstendamms angelegt, wobei durch die kompakte Bebauung keine strikte Trennung nach Schmargendorf, Wilmersdorf und Grunewald stattfand. Das findet sich in der heutigen Straßenführung über die Ortsteile hinweg, aber auch schon in den Adressbüchern der 1890er Jahre wieder. Näheres dazu siehe unten.
Durch den Ortsteil führt die AVUS als Teil der Bundesautobahn 115, die die südliche Autobahnverbindung zwischen der westlichen Innenstadt und dem Berliner Ring bildet. Sie liegt im Ortsteil zwischen der südlichen Grenze zu Nikolassee mit der Anschlussstelle 2 (Hüttenweg) und der Anschlussstelle 11 (Messedamm Süd) der Bundesautobahn 100 (Stadtring) vom Rathenauplatz. Im Ortsteil gehören 2100 Meter Hauptfahrbahnen der A 100 (AD Funkturm und AS Kurfürstendamm) und 4570 Meter der A 115 (AS Hüttenweg und AD Funkturm) zum großräumigen Straßensystem Berlins. Ergänzt werden diese noch durch insgesamt 1250 Meter Ein-/Ausfahrten als übergeordnete Straßen. So hat das Hauptstraßensystem des Ortsteils Anschluss an den Kurfürstendamm und in die Innenstadt. Zum übergeordneten System gehören der Rathenauplatz mit dem Straßenzug Hubertusallee / Teplitzer Straße / Hohenzollerndamm (250 Meter) / Clayallee (110 Meter) nach Süden und die Halenseestraße nordwärts. Ebenfalls als übergeordnete Hauptstraßen sind 100 Meter der Schwarzbacher und die Auguste-Viktoria-Straße, am Rand des Ortsteils zu Schmargendorf entlang, eingeordnet. Die (vom Rathenauplatz westlicher liegende) ebenfalls nach Süden führende Koenigsallee und die querverbindende Hagenstraße, sowie die in Grunewald liegenden Teilstücke der Franzensbader, Warmbrunner und Paulsborner Straße sind als örtliche Straßen eingeordnet. Im Ortsteil liegen noch die Ergänzungsstraßen Am Postfenn und havelnah im Westen die Havelchaussee, die zwischen Wannsee und Spandau liegt und für den Ausflugsverkehr wichtig ist. Ansonsten werden die Berliner Forsten (jenseits der AVUS) mit Wegen für den Wander- und Radfahrerverkehr erschlossen, wovon einige im Straßenregister aufgenommen sind.
Mit der „Arisierung der Straßennamen“ wurden in den Jahren 1935 bis 1938 viele Namen von jüdischen und anderen damals unerwünschten Persönlichkeiten getilgt und durch andere – zu der damaligen Zeit opportune – Namen ersetzt. Die Umbenennungen konnten nach dem Zweiten Weltkrieg nicht immer rückgängig gemacht werden. Stattdessen erinnern Straßennamen in anderer Lage an ehemalige jüdische Bewohner von Grunewald.

## Übersicht der Straßen und Plätze
Die nachfolgende Tabelle gibt eine Übersicht über die vorhandenen Straßen und Plätze im Ortsteil sowie einige dazugehörige Informationen.
- Name/Lage: aktuelle Bezeichnung der Straße oder des Platzes. Über den Link Lage kann die Straße oder der Platz auf verschiedenen Kartendiensten angezeigt werden. Die Geoposition gibt die Lage der ungefähren Mitte der Straßenlänge an.
- Im amtlichen Straßenverzeichnis nicht aufgeführte Verkehrswege sind mit * gekennzeichnet.
- Ehemalige oder nicht mehr gültige Straßennamen sind kursiv gesetzt. Für bedeutende ehemalige Straßen oder historische Straßennamen ist gegebenenfalls eine gesonderte Liste vorhanden.
- Länge/Maße in Metern:
Die in der Übersicht enthaltenen Längenangaben sind  gerundete Übersichtswerte, die in Google Earth mit dem dortigen Maßstab ermittelt wurden. Sie dienen Vergleichszwecken und werden, sofern amtliche Werte bekannt sind, ausgetauscht und gesondert gekennzeichnet.
Bei Plätzen sind die Maße in der Form a × b für rechteckige Anlagen und für (ungefähr) dreieckige Anlagen als a × b × c mit a als längster Seite angegeben.
Sofern die Straße auch in benachbarte Ortsteile weiterführt, gibt der Zusatz ‚im Ortsteil‘ an, wie lang der Straßenabschnitt innerhalb des Ortsteils dieses Artikels ist.
- Namensherkunft: Ursprung oder Bezug des Namens.
- Anmerkungen: weitere Informationen über anliegende Baudenkmale oder Institutionen, die Geschichte der Straße und historische Bezeichnungen.
- Bild: Foto der Straße oder eines anliegenden Objektes.

| Name/Lage                       | Länge/Maße (in Metern)                      | Namensherkunft | Datum der Benennung | Anmerkungen | Bild |
| ------------------------------- | ------------------------------------------- | --- | ------------------- | --- | --- |
| Am Bahnhof Grunewald (Lage)     | 0070 × 40 (Trapezform)                      | Vorplatz des S-Bahnhofs Grunewald                                                                                   | um 1900             | In den Platz münden folgende Straßen: Auerbachstraße, Fontanestraße, Winkler Straße und Trabener Straße. Sie bildet die um die Grünfläche „Karmielplatz“ umlaufende Straße und behielt den Namen auch nach Benennung der Grünfläche. Der nordöstliche Teil führt zum ehemaligen Güterbahnhof, auf dem sich die Gedenkstätte Gleis 17 befindet. | Bahnhof Grunewald · Holocaust-Mahnmal des Berliner Senats Aufgang zum Güterbahnhof und zum Mahnmal der Deutschen Bahn „Gleis 17“ der Deutschen Bahn |
| Am Postfenn (Lage)              | 1440 (im Ortsteil)                          | nach dem nahegelegenen Naturschutzgebiet Postfenn                                                                   | 2. Mai 1962         | Ein Teil der Straße liegt in Westend. | Am Postfenn |
| Auerbachstraße (Lage)           | 0540                                        | Berthold Auerbach (1812–1882), Schriftsteller                                                                       | 1. Apr. 1898        | Von 1898 bis 1938 hieß der Verkehrsweg Auerbachstraße nach dem jüdischen Schriftsteller Berthold Auerbach. Am 16. Mai 1938 machten die Nationalsozialisten aus der Auerbachstraße die Auerbacher Straße, die nun nicht mehr nach einem populären jüdischen Schriftsteller benannt war, sondern nach der Stadt Auerbach im Vogtland. Eine Rückbenennung des Straßennamens wurde trotz jahrelanger Diskussionen wegen Anwohnerprotesten nicht vorgenommen. Stattdessen erinnerte ein Zusatzschild an Berthold Auerbach. Die Bezirksverordnetenversammlung Charlottenburg-Wilmersdorf hat in ihrer Sitzung am 15. November 2012 das Bezirksamt gebeten, die Auerbacher Straße in Auerbachstraße zurückzubenennen. Dies wurde zum 8. April 2013 wirksam. | Auerbachstraße |
| Auguste-Viktoria-Straße (Lage)  | 1060 (im Ortsteil)                          | Auguste Viktoria (1858–1921), Ehefrau von Wilhelm II.                                                               | 6. März 1891        | Ein Teil der Straße liegt in Schmargendorf. | Auguste-Viktoria-Straße |
| Baraschstraße (Lage)            | 0460                                        | Artur (1872–1942) und Irene Barasch, jüdisches Ehepaar, Opfer des Nationalsozialismus                               | 26. Feb. 2022       | Die Straße verläuft von der Erdener Straße und Erbacher Straße bis zur Trabener Straße. Sie war von 1898 bis 2022 nach dem Befehlshaber deutscher Kolonialtruppen Hermann von Wissmann benannt. | Baraschstraße |
| Bernadottestraße (Lage)         | 0360 (im Ortsteil)                          | Folke Bernadotte (1895–1948), schwedischer Offizier und Philanthrop                                                 | 6. Feb. 1958        | Teile der Straße liegen in Schmargendorf und Dahlem. | Bernadottestraße |
| Bernhard-Wieck-Promenade (Lage) | 0080                                        | Bernhard Wieck (1845–1913), erster Amts- und Gemeindevorsteher von Grunewald                                        | 22. Okt. 1959       | Der vorherige Name war Bernhard-Wieck-Straße. Sie verbindet die Hagenstraße in die Spohrstraße hinein. Sie ist im Straßenverzeichnis als Fußweg (RBS-Klasse: FUWE) aufgenommen und ist eine der beiden Verbindungen von der Hagens- zur Griegstraße. | Bernhard-Wieck-Promenade |
| Bettinastraße (Lage)            | 0340                                        | Bettina von Arnim (1785–1859), Schriftstellerin                                                                     | 1. Apr. 1898        | Die Straße verläuft von der Winkler Straße zur Douglasstraße. | Bettinastraße |
| Bilsestraße (Lage)              | 0130                                        | Benjamin Bilse (1816–1902), Komponist und Kapellmeister                                                             | 1. Apr. 1898        | Die Straße verläuft von der Hagen- zur Menzelstraße. | Bilsestraße |
| Bismarckallee (Lage)            | 1320                                        | Otto von Bismarck (1815–1898), Reichskanzler des Deutschen Reiches                                                  | 1. Apr. 1898        | Bismarck hatte maßgeblichen Einfluss auf die Gründung der Kolonie Grunewald. | Grunewaldkirche |
| Bismarckplatz (Lage)            | 0100 (Durchmesser)                          | Otto von Bismarck (1815–1898), Reichskanzler des Deutschen Reiches                                                  | 24. Jan. 1898       | Der vorherige Name war von 1891 bis 1898 Joachimplatz. | Bismarckplatz |
| Brahmsstraße (Lage)             | 0300                                        | Johannes Brahms (1833–1897), Komponist und Dirigent                                                                 | 1. Apr. 1898        | Die Straße verläuft von der Richard-Strauss-Straße zur Hubertusbader Straße. | Schlosshotel Grunewald |
| Caspar-Theyß-Straße (Lage)      | 0240 + 330 (im Ortsteil)                    | Caspar Theiss (um 1510–um 1550), Baumeister der Renaissance in Berlin und der Mark Brandenburg                      | 1. Apr. 1898        | Ein Teil der Straße liegt in Schmargendorf. Die Straße wird vom Bismarckplatz unterbrochen. | Caspar-Theyß-Straße |
| Clayallee (Lage)                | 0160 (im Ortsteil)                          | Lucius D. Clay (1898–1978), amerikanischer General, Initiator der Berliner Luftbrücke                               | 1. Juni 1949        | Die vorherigen Namen waren vor 1878 bis 1934 Hauptstraße, vor 1912 bis 1934 Cecilienstraße und von 1912 bis 1949 Kronprinzenallee. Die Clayallee ist neben der Pacelliallee in Dahlem eine der wenigen Straßen in West-Berlin, die nach einer damals noch lebenden Person benannt wurde. Weitere Teile verlaufen in Schmargendorf, Dahlem und Zehlendorf. Der westliche Teil zwischen Bernadottestraße und Waldmeisterstraße liegt in Grunewald. | Restaurant Roseneck in der Clayallee |
| Cordesstraße (Lage)             | 0270 (im Ortsteil)                          | Heinrich Cordes (1852–1917), Eisenbahnbauinspektor                                                                  | 23. März 1925       | Ein Teil der Straße liegt in Westend. | Cordesstraße |
| Dachsberg (Lage)                | 0290                                        | Dachsberg, Weinlage bei Oestrich-Winkel im Rheingau, Hessen                                                         | 1. Apr. 1898        | Der Straßenname leitet sich vom Dachsbau ab, weil hier bevorzugt Dachse im Waldboden ihre Baue gruben. | Dachsberg |
| Delbrückstraße (Lage)           | 0710 (im Ortsteil)                          | Rudolph von Delbrück (1817–1903), preußischer Politiker                                                             | 6. März 1891        | Ein Teil der Straße liegt in Schmargendorf. In Friedrichsfelde gibt es ebenfalls eine Delbrückstraße. | Delbrückstraße |
| Douglasstraße (Lage)            | 0590                                        | David Douglas (1799–1834), britischer Botaniker und Pflanzenjäger, Namensgeber der Douglasie                        | 1. Apr. 1898        | Die Straße verläuft von der Koenigsallee bis zur Auerbachstraße. | Villa Harteneck |
| Eichhörnchensteig (Lage)        | 0570                                        | Eichhörnchen | 1. Mai 1979         | Der Steig ist ein Fußweg zum Forst Grunewald. | Eichhörnchensteig |
| Eichkampstraße (Lage)           | 0450 (im Ortsteil)                          | Siedlung Eichkamp                                                                                                   | 7. Juli 1936        | Die vorherigen Namen waren Kronprinzessinnenweg (vor 1892 bis nach 1918) und Königsweg (bis 1936). Ein Teil der Straße liegt in Westend. | Eichkampstraße |
| Erbacher Straße (Lage)          | 0270                                        | Erbach, Stadtteil von Eltville am Rhein im Rheingau                                                                 | 24. Jan. 1898       | Die Straße liegt in einem Siedlungsgebiet, in dem Straßen nach Weinorten oder Weinsorten benannt wurden. | Erbacher Straße |
| Erdener Straße (Lage)           | 0310                                        | Erden, Ortsgemeinde im Landkreis Bernkastel-Wittlich in Rheinland-Pfalz                                             | 24. Jan. 1898       | Die Straße war von 1895 bis 1898 Teil der Trabener Straße. | Erdener Straße |
| Fontanestraße (Lage)            | 0470                                        | Theodor Fontane (1819–1898), Schriftsteller                                                                         | 24. Jan. 1898       | Die Straße verläuft von Auerbachstraße und Am Bahnhof Grunewald bis zur Koenigsallee und Hagenstraße. | Fontanestraße |
| Franzensbader Straße (Lage)     | 0110 (im Ortsteil)                          | Franzensbad (heute: Františkovy Lázne), Kurort im westlichen Tschechien                                             | 6. März 1891        | Ein Teil der Straße liegt in Schmargendorf. | Franzensbader Straße |
| Furtwänglerstraße (Lage)        | 0440                                        | Wilhelm Furtwängler (1886–1954), Dirigent und Komponist                                                             | 24. Feb. 1955       | Die Straße verläuft von der Wernerstraße zur Hubertusbader Straße. Zwischen 1898 und 1955 hieß sie Beymestraße, benannt nach Carl Friedrich von Beyme. | Furtwänglerstraße |
| Gillweg (Lage)                  | 0230                                        | Henry Gill (1824–1893), Direktor der Städtischen Wasserwerke zu Berlin                                              | 4. März 1960        | Der vorherige Name war von 1898 bis 1960 Gillstraße. Er verbindet den Rathenauplatz zur Bundschuhstraße und ist im Straßenverzeichnis als Fußweg (RBS-Klasse: FUWE) aufgenommen. Der Weg führt neben dem südlichen Tunneleingang der Stadtautobahn entlang. | Gillweg Ecke Humboldtstraße |
| Gneiststraße (Lage)             | 0180                                        | Rudolf von Gneist (1816–1895), preußischer Jurist und Politiker                                                     | 1. Apr. 1898        | Die Straße verläuft von der Erdener Straße zur Baraschstraße. In der Gneiststraße 7 steht die von Graft Gesellschaft von Architekten errichtete Villa M. | Gneiststraße Villa M |
| Gottfried-von-Cramm-Weg (Lage)  | 0150                                        | Gottfried von Cramm (1909–1976), Tennisspieler                                                                      | 1. Dez. 1983        | Vorher war er Teil des Oberhaardter Weges. | Gottfried-von-Cramm-Weg |
| Griegstraße (Lage)              | 0690                                        | Edvard Grieg (1843–1907), norwegischer Komponist                                                                    | 24. Okt. 1922       | Der erste Name war Straße G 84. Hier befindet sich seit dem Jahr 2001 die Botschaft des Staates Kuwait in Deutschland in einem Gebäude aus dem Jahr 1923 (siehe Bild). | Kuwaitische Botschaft |
| Gustav-Freytag-Straße (Lage)    | 0330                                        | Gustav Freytag (1816–1895), Schriftsteller                                                                          | 17. März 1909       | Die Straße verläuft von der Douglasstraße zur Koenigsallee. Der nördliche Abschnitt zwischen Douglasstraße und Oberhaardter Weg ist im Straßenverzeichnis mit einer Länge von 90 Metern als Fußweg klassifiziert. | Gustav-Freytag-Straße |
| Hagenplatz (Lage)               | 0160 × 60 (Dreieckform)                     | Otto von Hagen (1817–1880), Forstwissenschaftler                                                                    | 18. Sep. 1934       | Zwischen 1912 und 1934 hieß das Areal Kurmärker Platz. Die Umbenennung erfolgte im Zusammenhang mit der Umbenennung der Kurmärker Straße (siehe unter Hagenstraße) am selben Tag. | Hagenplatz |
| Hagenstraße (Lage)              | 1240                                        | Otto von Hagen (1817–1880), Forstwissenschaftler                                                                    | 1. Apr. 1898        | Am 18. September 1934 kam am westlichen Straßenende ein Teil der damaligen Kurmärker Straße zur Hagenstraße hinzu. Die Beseitigung dieses Namens ermöglichte es, am selben Tag die Straße An der Apostelkirche in Schöneberg in Kurmärkische Straße umzubenennen, was der dort residierenden Gauleitung des NSDAP-Gaus Kurmark zu der Adresse Kurmärkische Straße 1 verhalf. | Hagenstraße |
| Halenseestraße (Lage)           | 0460 (im Ortsteil)                          | Halensee | 7. Juli 1936        | Die östlichen Grundstücke der Straße liegen in Halensee und der nördliche Abschnitt jenseits der Brücke über die Wetzlarer Bahn gehört zu Westend. Die Straße wird von der Autobahn geteilt und dient in erster Linie als Ein- und Ausfahrt zur A 100. Am südlichen Ende zum Rathenauplatz gibt es einige Wohnhäuser aus den 1930er Jahren, nir an der Westseite im Ortsteil. Deren Bewohner sind zu jeder Tages- und Nachtzeit durch starken Verkehrslärm belastet, überquert werden kann die Straße am Rathenauplatz und über den Trabener Steg parallel zur Eisenbahnbrücke. | Halenseestraße neben der Stadtautobahn |
| Hasensprung (Lage)              | 0270                                        | Weinlage bei Winkel (seit 1972 Stadtteil von Oestrich-Winkel) im Bundesland Hessen                                  | 1. Apr. 1898        | Die Straße verläuft als Promenadenweg von der Koenigsallee zur Winkler Straße. Er ist im Straßenverzeichnis in der RBS-Klasse „FUWE“ eingeordnet. Am Nordostufer des Sees hat der hasensprung Anschluss an den Wannseeweg, einem der 20 grünen Hauptwege Berlins. | Hasensprung |
| Havelchaussee (Lage)            | 4620 (im Ortsteil)                          | Havel, Fluss der entlang der Straße                                                                                 | ab 1925             | Teile der Straße liegen in Wilhelmstadt, Nikolassee und Westend. | Historischer Bus auf der Havelchaussee |
| Herbertstraße (Lage)            | 0370 + 180                                  | Herbert von Bismarck (1849–1904), Politiker, Sohn Otto von Bismarcks                                                | 1. Apr. 1898        | Die Straße wird durch den Johannaplatz unterbrochen. | Herbertstraße Rathenaugymnasium |
| Herthastraße (Lage)             | 0380                                        | Hertha, germanische Göttin                                                                                          | 1. Apr. 1898        | Die Straße entstand durch die Zusammenlegung der Straße G8 mit der Straße G9. | Herthastraße |
| Hilde-Ephraim-Straße (Lage)     | 0740                                        | Hilde Ephraim (1905–1940), Widerstandskämpferin gegen den Nationalsozialismus                                       | 1. Apr. 2010        | Die Straße liegt nach Nordwest an der Trabener Straße an und liegt zum ehemaligen Rangier- und Güterbahnhof Grunewald hin. | Hilde-Ephraim-Straße |
| Höhmannstraße (Lage)            | 0190                                        | Heinrich Höhmann (19. Jh.), Direktor der Kurfürstendammgesellschaft, Mitbegründer der Kolonie Grunewald             | 17. März 1909       | Die Straße verläuft vom Oberhaardter Weg zur Regerstraße. | Höhmannstraße |
| Hohenzollerndamm (Lage)         | 0240 (im Ortsteil)                          | Hohenzollern, Geschlecht, das die preußischen Könige und deutschen Kaiser bis 1918 stellte                          | um 1900             | Teile der Straße verlaufen in Schmargendorf und Wilmersdorf | Hohenzollerndamm |
| Hubertusallee (Lage)            | 1300                                        | Hubertus von Lüttich (um 655–727), Bischof von Maastricht und Lüttich                                               | 24. Jan. 1898       | Ein Teil der Ostseite der Straße liegt in Schmargendorf. | Hubertusallee |
| Hubertusbader Straße (Lage)     | 0520                                        | Huberthusbad, Sanatorium in Thale in Sachsen-Anhalt                                                                 | 6. März 1891        | Der Name der Trasse im Bebauungsplan war ab 1885 Straße G 12. Am 1. Juli 1967 wurde der zwischen Franzensbader Straße und Joseph-Joachim-Platz gelegene Abschnitt ein Teil der Hubertusallee. | Hubertusbader Straße |
| Humboldtstraße (Lage)           | 0770                                        | Wilhelm von Humboldt (1767–1835), Gelehrter, Staatsmann und Mitbegründer der Universität Berlin                     | 23. Feb. 1900       | Der vorherige Name zwischen 1892 und 1900 war Boothstraße. Sie liegt parallel zur Hubertusallee zwischen Warmbrunner und Kunz-Buntschuh-Straße. Vor dem Autobahnbau hatte sie über die Hobrechtstraße Anschluss an den westlichen Kurfürstendamm, der zu diesem Zeitpunkt zur Hubertusallee durchlief und in die Koenigsallee mündete. | Humboldtstraße |
| Hüttenweg (Lage)                | 1050 (im Ortsteil)                          | eine früher hier vorhandene Bienenhütte                                                                             | 24. Okt. 1922       | Teile der Straße liegen in Dahlem und Zehlendorf. | Hüttenweg, Eisenbahn- und Avusbrücke |
| Johannaplatz (Lage)             | 0080 × 50 (unregelmäßiges Sechseck)         | Johanna von Bismarck (geb. von Puttkamer, 1824–1894), Ehefrau Otto von Bismarcks                                    | 1. Apr. 1898        | Der erste Name zwischen 1891 und 1898 war Platz A. | Johannaplatz |
| Joseph-Joachim-Platz (Lage)     | 0100 × 50 (Dreieckform)                     | Joseph Joachim (1831–1907), österreich-ungarischer Komponist und Dirigent                                           | 1. Juli 1967        | Ein Teil der Auerbach(er) Straße hieß von 1909 bis 1939 Joseph-Joachim-Straße, wurde dann in der Zeit des Nationalsozialismus in Oberhaardter Weg umbenannt. | Joseph-Joachim-Platz |
| Karmielplatz (Lage)             | 0070 × 40 (Trapezform)                      | Karmi’el, israelische Partnerstadt von Charlottenburg-Wilmersdorf                                                   | 18. Okt. 2015       | Die vor dem Bahnhof liegende Grünanlage erhielt anlässlich der 30-jährigen Städtepartnerschaft zwischen der Stadt Karmiel in Israel und Charlottenburg-Wilmersdorf am 18. Oktober 2015 auf Beschluss der BVV den heutigen Namen, die umlaufende Straße behielt den Namen „Am Bahnhof Grunewald“. Da die Grünfläche als sogenanntes „Straßenbegleitgrün“ Bestandteil der öffentlichen Straße ist, handelt es sich hier um eine Umbenennung und nicht um eine Neubenennung. Das Bezirksamt hat sich bewusst für diese Variante entschieden, da auf diese Weise die bestehenden Adressen erhalten bleiben können und eine Änderung der Grundbucheinträge nicht erforderlich ist. | Karmielplatz |
| Klindworthsteig (Lage)          | 0080                                        | Karl Klindworth (1830–1916), Komponist, Dirigent und Musikpädagoge                                                  | 16. Mai 1938        | Von 1906 bis 1938 hieß der Verkehrsweg Sternstraße nach dem jüdischen Musikpädagogen Julius Stern. | Klindworthsteig |
| Knausstraße (Lage)              | 0300                                        | Ludwig Knaus (1829–1910), Maler                                                                                     | 1. Apr. 1898        | Eine weitere Knausstraße befindet sich in Steglitz. | Klausstraße |
| Koenigsallee (Lage)             | 4110                                        | Felix Koenigs (1846–1900), Bankier, Mitbegründer der Kolonie Grunewald                                              | 1. Apr. 1895        | Die Koenigsallee ist neben der Hubertusallee die wichtigste Verbindungsstraße im Ortsteil. Sie zweigt von der Hubertusallee ab, führt durch die Kolonie und anschließend durch den Grunewald um am Hubertusweg in die Onkel-Tom-Straße überzugehen. Vor dem Umbau des Rathenauplatzes im Jahr 1956 ging der Kurfürstendamm an der Halenseestraße direkt in die Koenigsallee über. In der Koenigsallee lebten und wirkten unter anderem prominente Persönlichkeiten: Hertha Thiele (Nr. 37a), Vicki Baum, (Nr. 45), Carl Fürstenberg (Nr. 53c–e), Walther Rathenau (Nr. 65, damals Nr. 22) und Brigitte Mira (Nr. 83). | Koenigsallee · Sägewerk Grunewald |
| Königsmarckstraße (Lage)        | 0310                                        | Graf Otto von Königsmarck (1815–1889), Oberpräsident von Posen und kurzzeitig preußischer Landwirtschaftsminister   | 1. Apr. 1898        | Der erste Name war Straße G 55. | Königsmarckstraße |
| Königsweg (Lage)                | 2310                                        | Die preußischen Könige benutzten die Fahrstraße zwischen Potsdam und Charlottenburg.                                | um 1874             | Bereits 1874 war der Königsweg auf Charlottenburger Gebiet bis zur Feldstraße (heute: Knobelsdorffstraße) eingezeichnet. Der Verlauf veränderte sich im Laufe der Jahrzehnte mehrere Male, bedingt vor allem durch den Bau der Ringbahn und der AVUS. Nach 1918 wurde der Kronprinzessinnenweg bis zum Großen Stern in den Königsweg einbezogen. Ein Teil des Königsweges vom heutigen Bahnhof Messe Süd (Eichkamp) bis zur Königin-Elisabeth-Straße erhielt am 7. Juli 1936 den Namen Eichkampstraße. Der anschließende Teil des Königswegs bis zur Bahnbrücke erhielt am gleichen Tag den Namen Messedamm. | Königsweg |
| Kronberger Straße (Lage)        | 0630                                        | Kronberg im Taunus, Luftkurort im Hochtaunuskreis in Hessen                                                         | 4. Juli 1929        | Von 1898 bis 1929 schrieb man den Straßennamen Cronberger Straße. | Kronberger Straße |
| Kunz-Buntschuh-Straße (Lage)    | 0260                                        | Kunz Buntschuh (um 1500–nach 1559), mit Caspar Theiss Baumeister des Berliner Stadtschlosses                        | 1. Apr. 1898        | Im Jahr 1960 kam der nordöstliche Teil durch den Bau der Stadtautobahn zum Storkwinkel. | Kunz-Buntschuh-Straße |
| Lassenstraße (Lage)             | 0730                                        | Christian Lassen (1800–1876), Indologe                                                                              | 16. Apr. 1937       | Von 1898 bis 1937 war der Verkehrsweg die Siemensstraße. | Lassenstraße |
| Leo-Blech-Platz (Lage)          | 0060 × 60 (Dreieckform)                     | Leo Blech (1871–1958), Komponist und Dirigent                                                                       | 20. Juli 1959       | Von 1906 bis 1959 hieß die Anlage Menzelplatz. | Leo-Blech-Platz |
| Lynarstraße (Lage)              | 0160 + 500                                  | Rochus zu Lynar (1525–1596), italienischer Festungsbaumeister und Militär, Hauptbaumeister der Zitadelle in Spandau | 24. Jan. 1898       | Die Straße wird durch den Johannaplatz unterbrochen. | Lynarstraße |
| Margaretenstraße (Lage)         | 0090                                        | Margarete Bräuer, Tochter des Baumeisters Carl Bräuer, dem das Grundstück gehörte                                   | um 1897             | Die Straße verläuft als Sackgasse zwischen Koenigsallee und Halensee. Sie ist im Adressbuch von 1897 das erste Mal erwähnt. Dem Baumeister Carl Bräuer gehören die Grundstücke 2–5. | Margarethenstraße |
| Menzelstraße (Lage)             | 0520                                        | Adolph von Menzel (1815–1905), Maler, Zeichner und Illustrator                                                      | 1. Apr. 1898        | Die Straße verläuft vom Hagenplatz zur Richard-Strauss- und Knausstraße am Leo-Blech-Platz. | Menzelstraße |
| Niersteiner Straße (Lage)       | 0100                                        | Nierstein, Ortsgemeinde im Landkreis Mainz-Bingen in Rheinland-Pfalz                                                | 1. Apr. 1898        | Die Straße zwischen Erbacher und Trabener Straße liegt in einem Siedlungsgebiet, in dem einige Straßen nach Weinorten bzw. Weinsorten benannt wurden. | Niersteiner Straße |
| Nikischstraße (Lage)            | 0160                                        | Arthur Nikisch (1855–1922), ungarischer Dirigent                                                                    | 1935                | Der erste Name war Straße G 82. Die Nikischstraße wurde anlässlich des 80. Geburtstages des Dirigenten benannt. | Nikischstraße |
| Oberhaardter Weg (Lage)         | 0420                                        | Oberhaardt, Weinbaugebiet im Pfälzerwald im Bundesland Rheinland-Pfalz                                              | 20. März 1939       | Der vorherige Name war Joseph-Joachim-Straße und wurde im Zuge der Tilgung aller jüdischen Straßennamen umbenannt. Der Abschnitt nordwestlich der Gustav-Freytag-Straße heißt seit 1. Dezember 1983 Gottfried-von-Cramm Weg. | Oberhaardter Weg |
| Paulsborner Straße (Lage)       | 0410 (im Ortsteil)                          | Paulsborn, im Jahr 1800 angelegtes Gehöft und späteres Forsthaus am Grunewaldsee                                    | 16. März 1888       | Teile der Straße liegen in Halensee, Schmargendorf und Wilmersdorf. | Villa Spricker |
| Rathenauplatz (Lage)            | 0050 × 50                                   | Walther Rathenau (1867–1922), Industrieller, Schriftsteller und Politiker                                           | 31. Aug. 1957       | Der Platz wurde anlässlich des 90. Geburtstages des im Jahr 1922 ermordeten Reichsministers benannt. In der Platzmitte befindet sich Wolf Vostells Skulptur „2 Beton-Cadillacs in Form der nackten Maja“. | Rathenauplatz mit Wolf Vostells Skulptur 2 Beton-Cadillacs in Form der nackten Maja                                                                 |
| Regerstraße (Lage)              | 0460                                        | Max Reger (1873–1916), Komponist und Dirigent                                                                       | 3. Okt. 1935        | Vom 24. Oktober 1922 bis 3. Oktober 1935 Mahlerstraße nach Gustav Mahler, wurde im Zuge der Tilgung aller jüdischen Straßennamen umbenannt. | Regerstraße |
| Reinerzstraße (Lage)            | 0300                                        | Bad Reinerz (heute: Duszniki Zdrój), Kurort in Niederschlesien                                                      | 1891                | Die Südseite der Straße liegt in Schmargendorf | Wohnanlage von 1924 |
| Reuterpfad (Lage)               | 0170                                        | Fritz Reuter (1810–1874), Dichter der niederdeutschen Sprache                                                       | 1. Apr. 1898        | Die Straße verläuft zwischen der Hubertusbader und Knausstraße bis zur Hagenstraße. | Reuterpfad |
| Richard-Strauss-Straße (Lage)   | 0730                                        | Richard Strauss (1864–1949), Komponist                                                                              | 22. Aug. 1953       | Von 1902 bis 1953 hieß der Verkehrsweg Jagowstraße. | Richard-Strauss-Straße |
| Roseneck (Lage)                 | 0220 (Durchmesser, unregelmäßige Platzform) | Rosengarten in der Wendeschleife der ehemaligen Endhaltestelle der Straßenbahnen                                    | 16. Mai 1900        | Der Platz Roseneck liegt im Ortsteil nordwestlich am Hohenzollerndamm und besitzt keine eigenen Grundstücke mit Postanschrift. Auf dem Roseneck münden von Norden die Teplitzer Straße und von Nordwesten die Hagenstraße. Die Rheinbabenallee führt über den Hohenzollerndamm hinweg vom Platz nach Südosten, gehört jedoch nicht zum Roseneck, sondern zum Betty-Hirsch-Platz der in Schmargendorf liegt. Die Ortsteilgrenze zu Schmargendorf liegt am Westrand der Teplitzer Straße entlang der Grundstücke 40 und 42 führt schräg über den Hohenzollerndamm und an dessen Südwestrand (Grundstücke 103/104). Danach liegt der amtlich als Roseneck bezeichnete Freiraum in Grunewald. Allerdings wird im Sprachgebrauch die gesamte Freifläche mit den Verkehrs- und Grünflächen bis weit nach Schmargendorf hinein „Roseneck“ genannt. Zumal immer noch Roseneck als Fahrtziel der BVG-Busse benutzt wird. Der Platz Roseneck lag immer westlich vom Hohenzollerndamm, allerdings erstreckte sich die genannte Gegend zwischen Königsberger und Marienbader Straße über den Hohenzollerndamm, wobei der Platz und die Königsmarck-/Hundekehlestraße einbezogen sind. | Hochhaus am Roseneck |
| Rosensteinweg (Lage)            | 0270                                        | Rosa Rosenstein (1907–2005), Verfolgte des Nationalsozialismus                                                      | 26. Okt. 2012       | Der Privatweg geht vom Hilde-Ephrain-Weg im Neubaugebiet am Bahngelände ab und führt zur Trabener Straße. | Berlin-Grunewald Rosensteinweg |
| Schinkelstraße (Lage)           | 0185                                        | Karl Friedrich Schinkel (1781–1841), preußischer Architekt und Maler                                                | um 1902             | Der erste Name war Straße G 5. | Schinkelstraße |
| Schleinitzstraße (Lage)         | 0175                                        | Gustav von Schleinitz (1820–1888), Forstwissenschaftler                                                             | 1898                | Der erste Name war Straße G 7. Die Straße erhielt anlässlich des 10. Todestages des Forstwissenschaftlers seinen Namen. | Schleinitzstraße |
| Schmetterlingsplatz (Lage)      | 0050 × 30                                   | Schmetterlinge, die an Arten zweitreichste Insekten-Ordnung                                                         | 30. Mai 1929        | Vor der Benennung war es Platz A in der Siedlung Eichkamp. Er liegt westlich der AVUS an der Eichkampstraße, Schildhornweg und Neuer Schildhornweg münden hier. | |
| Schwedlerstraße (Lage)          | 0230                                        | Johann Wilhelm Schwedler (1823–1894), Bauingenieur und Baubeamter                                                   | 1898                | Die Straße verläuft zwischen Lassenstraße und Bismarckallee. | Schwedlerstraße |
| Spohrstraße (Lage)              | 0130                                        | Louis Spohr (1784–1859), Komponist, Dirigent, Pädagoge und Geiger                                                   | 24. Okt. 1922       | Der erste Name war Straße G 85. | Spohrstraße |
| Straße am Schildhorn (Lage)     | 0400                                        | nahe gelegene Halbinsel Schildhorn                                                                                  | 2. März 1981        | Die Straße geht von der Havelchaussee ab. | Straße am Schildhorn |
| Taubertstraße (Lage)            | 0650                                        | Wilhelm Taubert (1811–1891), Pianist und Komponist                                                                  | vor 1896            | Ursprünglich trug nur der südliche Abschnitt zwischen Menzel- und Hagenstraße diesen Namen. Die nördliche Verlängerung mit der Bezeichnung Zugang zum Forstdienstacker erhielt am 14. Januar 1925 zunächst den Namen Rathenauallee, nach dem 1922 von Rechtsradikalen ermordeten Reichsaußenminister Walther Rathenau. Im Rahmen der Tilgung aller jüdischen und unerwünschten Straßennamen durch die Nationalsozialisten wurde letztere am 25. Oktober 1933 in die Taubertstraße einbezogen. | Taubertstraße an der Koenigsallee |
| Taunusstraße (Lage)             | 0230                                        | Taunus, Mittelgebirge in Hessen und Rheinland-Pfalz                                                                 | 1. Apr. 1898        | Der erste Name war Straße 33. | Afghanische Botschaft |
| Teplitzer Straße (Lage)         | 0530                                        | Teplitz (heute: Teplice), Kurort in Nordböhmen                                                                      | 1. Apr. 1898        | Der erste Name war Straße S 11. Am 1. Juli 1967 wurde ein kleiner Abschnitt im Norden herausgelöst und in die Hubertusallee einbezogen. Die Ostseite der Straße liegt in Schmargendorf. | Teplitzer Straße |
| Teufelsseechaussee (Lage)       | 2040                                        | nahegelegener Teufelssee                                                                                            | nach 1914           | Die Teufelsseechaussee ist eine Fahrradstraße, die die Teufelseestraße fortsetzt. Es befinden sich mehrere Parkplätze an der Chaussee, sie führt südlich am Teufelsberg vorbei und führt bis zum Teufelssee und dem dortigen „Ökowerk Teufelssee“. | Teufelsseechaussee |
| Toni-Lessler-Straße (Lage)      | 0430                                        | Toni Lessler (1874–1952), Pädagogin                                                                                 | 1. Sep. 2003        | Toni Lessler führte die Private Jüdische Waldschule Grunewald und emigrierte 1939 in die USA. Von 1898 bis 1936 hieß der Verkehrsweg Dunckerstraße nach Franz Duncker, von 1936 bis 2003 Seebergsteig nach Reinhold Seeberg. Sie wurde im Nationalsozialismus im Zuge der Tilgung aller jüdischen und unerwünschten Straßennamen umbenannt. | Toni-Lessler-Straße |
| Trabener Straße (Lage)          | 1480                                        | Traben-Trarbach, Stadt an der Mosel im Landkreis Bernkastel-Wittlich, Rheinland-Pfalz                               | um 1895             | Am 24. Januar 1898 wurde der nördliche Abschnitt herausgelöst und in Erdener Straße umbenannt, gleichzeitig erfolgte im Norden die Eingliederung des bisherigen Försterweges. Die Straße liegt in einem Siedlungsgebiet, in dem einige Straßen Namen nach Weinorten bzw. Weinsorten erhielten. | Trabener Straße · Residenz des isländischen Botschafters                                                                                            |
| Waldmeisterstraße (Lage)        | 0430                                        | Waldmeister, Pflanze                                                                                                | 24. Okt. 1922       | Der erste Name war Straße G 86. Am 21. März 1956 wurde der damalige Schumacherplatz in die Waldmeisterstraße einbezogen. Ein Teil der Straße liegt in Schmargendorf. | Waldmeisterstraße CP |
| Wallotstraße (Lage)             | 0350                                        | Paul Wallot (1841–1912), Architekt (Reichstagsgebäude)                                                              | 1. Apr. 1898        | Die Straße verläuft von der Koenigsallee und der Caspar-Theyß-Straße zur Erdener Straße und zurück zur Koenigsallee. Hier befindet sich das Wissenschaftskolleg zu Berlin | Wallotstraße Wissenschaftskolleg |
| Wangenheimstraße (Lage)         | 0680                                        | Conrad Freiherr von Wangenheim (1849–1926), Politiker                                                               | 1891                | Der erste Name war Straße G 1. Sie führte von der Schwarzbacher zur Warmbrunner Straße. Durch den Bau der Stadtautobahn entfiel am 4. März 1960 der nördliche Abschnitt. | Wangenheimstraße |
| Warmbrunner Straße (Lage)       | 0350 (im Ortsteil)                          | Bad Warmbrunn (heute: Cieplice Śląskie-Zdrój), Kurort am Fuße des Riesengebirges                                    | 24. Jan. 1898       | Der vorherige Name zwischen 1898 und 1902 war Wilmersdorfer Straße. Ein Teil der Straße liegt in Schmargendorf. | Warmbrunner Straße |
| Werkstättenweg (Lage)           | 0475                                        | Früheres Reichsbahn-Ausbesserungswerk im Grunewald                                                                  | 4. Nov. 1935        | Die vorherigen Namen waren Bahnstraße (um 1890 bis um 1902) und Bahnhofstraße (um 1902–1935). | Werkstättenweg an der Halenseestraße |
| Wernerstraße (Lage)             | 0420                                        | Anton von Werner (1843–1915), Maler, Kunstpolitiker                                                                 | 1898                | Die Straße verläuft zwischen der Bismarckallee und der Richard-Strauss-Straße. Bis 2008 wurde die 1895 von dem Architekten Franz Ahrens als Amtshaus der Gemeinde Grunewald errichtete Villa als Feuerwache Grunewald benutzt. Bis Mitte 2009 wurde das Gebäude noch als Rettungswache und Standort für den RTW genutzt und danach als Wohnhaus umgewandelt. | Wernerstraße · Berlin-Grunewald Wernerstraße Feuerwache                                                                                             |
| Wildpfad (Lage)                 | 0620                                        | ehemals hier einheimisches Wild                                                                                     | 24. Okt. 1922       | Der nordwestliche Abschnitt hieß von 1910 bis 1934 Parkstraße. | Wildpfad |
| Winkler Straße (Lage)           | 0600                                        | Winkel, Stadtteil von Oestrich-Winkel im Rheingau-Taunus-Kreis in Hessen                                            | ab 1898             | Die Straße verläuft zwischen Baraschstraße und der Straße Am Bahnhof Grunewald. In der Winkler Straße steht das Haus Jansen. | Winkler Straße |

## Geplante, aufgehobene und umbenannte Straßen in Grunewald

### Straßen der Colonie
Im Berliner Adressbuch von 1896 ist „Grunewald, Colonie“ erstmals mit aufgelisteten Einwohnern und Straßen (unten mit „1896“ gekennzeichnet) genannt. Die meisten Grundstücke sind als Baustellen aufgenommen, die Grundstücksnummerierung besteht schon. 1896 sind auch Straßen mit dem Zusatz „(geh. z. Wilmersdorf)“ aufgenommen, die teilweise in der Lage „Halensee“ aufgeführt sind und im Vorortabschnitt „Wilmersdorf mit Halensee“ nicht beschrieben, sondern mit dem Vermerk „s. Grunewald, Kolonie“ (hier mit K) verwiesen werden. Im Einzelnen handelt es sich um Bornimerstraße, Bornstädterstraße (Kirchhof der Colonie Grunewald), Georg Wilhelmstraße, Henrietten-Platz, Johann Friedrichstraße, Johann Georgstraße, Johann Sigismundstraße, Kronprinzendamm, Kurfürstendamm, Ringbahn-, Westfälischestraße die später zum Ortsteil Halensee gehören. Die Lage der Straßen in Grunewald findet sich auch auf der Beilage zum Berliner Adressbuch 1893. Im Adressbuch von 1899 ist Grunewald (ohne Zusatz Colonie) unter Vororte aufgeführt und es kommen weitere Einträge hinzu. Dafür finden sich die genannten Halenseer Straße unter Wilmersdorf mit Halensee im Abschnitt „Halensee“.
Die noch bestehenden Straßen sind zu aktuellen Einträgen verlinkt, Erklärungen zu umbenannten Straßen finden sich im unteren Abschnitt.
- Auerbachstraße (1896) mit dem Stadtbahnanschluss, Lage: Stadtbahn, Douglasstr., Fontanestraße
- Auguste Viktoriastraße: gehört politisch zu Grunewald, postalisch zu Schmargendorf
- Bettinastraße (1896): zwischen Winkler- und Fontanestraße
- Beymestraße (1896): auf Nr. 3 Baustelle der „Kirchengemeinde Col. Grunewald“, Lage: Wernerstr., Johanna-Platz, Herthastr./ Anlagen Herthasee, Delbrückst., Siemensstr., Schwedlerstr., Königs-Allee, auch Joachimplatz, Gillstr.
- Bilsestraße (#): Hagen- und Menzelstraße
- Bismarck-Allee (#): von 50 Hausnummern sind 29 Wohnhäuser, zwei Neubauten, zwei Gärten und eine Gärtnerei genannt
- Bismarck-Platz: zwischen Bismarck-Allee und Hubertusallee ohne Grundstücke
- Boothstraße (1896): 1, 2, 4, 6 gehört postalisch zu Halensee, politisch zu Wilmersdorf, Lage: Königs-Allee, Hobrechtstr., Gillstr., Kunz-Buntschustr., Caspar Teyssstr., Lynatstr., Paulsbornerstr.,
- Brahmsstraße (1896): zwischen Jagowstr. und Hubertusbaderstr.
- Caspar Theyßstraße (1896): „s.auch Schmargendorf“, Lage: Koenigsallee, Joachimplatz, Boothstr.,  Gemarkung Schmargendorf
- Cronbergerstraße (1896): Baustellen, Lage: Hubertusbaderstr., Taunusstr., Hagnstr., Spandauer Forst
- Dachsberg (1896): Nr. 5 bebaut, Lag: Jagowstr., Hubertusbaderstr.
- Delbrückstraße (1896): meist Baustellen, Königs-Allee, Bismarck-Allee, Jagowstr. Gemarkung Schmargendorf
- Douglasstraße (1896): Baustellen, Lage: Königs-Allee, Auerbachstr.
- Dunckerstr. (1896): Baustellen, Lage: Wernerstr., Jagowstr., Hubertusbaderstr.
- Erbacherstraße (1896): Lage: Fösterweg, Trabenerstr., Nierensteinerstr.
- Erdenerstraße
- Fontanestraße (1896): vier von 23 bebaut, Lage: Auerbachstr., Königs-Allee, Bettinastr., Trabenerstr./Winklerstr.
- Forst-Dienstacker: Kurmärkerstr., Königs-Allee
- Försterweg (1896): Lage: Trabenerstr., Niersteinerstr., Erbacherstr.
- Franzensbaderstraße (1896): „geh. z. Schmargendorf“, Lage: Spandauerstr., Elgersburgerstr., Reinertzstr., Hubertus-Allee, Hubertusbaderstr. Für 1899  nur „Restaurant Franzensbad“ gehört postalisch zu Grunewald, politisch zu Schmargendorf.
- Friedrichsruherstraße (1896): „von Königs-Allee bis Hobrechtstr. gehört zu Wilmersdorf“, „Reisnerstr. bis Spandauer Forst geh. z.Schmargendorf“. Für 1899: geh. postalisch zu Grunewald, politisch zu Schmargendorf
- Gillstraße (1896): Bismarck-Allee, Kunz-Buntschu-Str., Wangenheimstr., Boothstr.
- Gneiststraße (1896): Wissmannstr., Trabenerstr.
- Hagenstraße (1896): von den 79 Grundstücken sind die meisten mit Eigentümer als Baustelle genannt, 16 Wohnhäuser, zwei Gärten, zwei Neubauten, zwischen Kurmärkerstraße und Koenigsallee Anlagen und auf 41 Stallungen.
- Hasensprung (#): „Promenadenweg von der Königsallee zur Winklerstraße“
- Herbertstraße (1896): Königs-Allee, Johanna-Platz, Herthastr., Schleinitzstr.
- Herthastraße (1896): Lynarstr., Königs-Allee, Bismarck-Allee, Herbertstr., Hubertus-Allee, Schleinitzstr.
- Hobrechtstraße (1896): 2–16 (gerade) gehört postalisch zu Schmargendorf, kommunalpolitisch zu Wilmersdorf
- Hubertus-Allee (1896): Joachimplatz, Lynarstr., Herthastr. Wilmersdorferstr.
- Hubertusbaderstraße (1896): „Hubertus-Allee bis Hubertusbaderstr. 7 und von Teplitzerstr. bis Franzensbaderstr. gehört postalisch zu Grunewald, kommunalpolitisch zu Schmargendorf“. Bebaute Grundstücke sind die Restaurants St. Hubertus, Waldhaus und Waldpark
- Jagowstraße (1896): Delbrückstr., Siemensstr., Beymerstr., Dunckerstr., Dachsberg, Knausstr., Hagenstr.
- Joachim-Platz (1896): Bismarck-Allee/Hubertus-Allee
- Johanna-Platz (1896): Bismarck-Allee/Hebertstr./Lynarstr./
- Knausstraße (1896): Jagowstr., Hubertusbaderstr.
- Königs-Allee (1896): Nr. 1 Kegelclub-Haus, mehrere Neubauten, Eingang zur Bade Anstalt, Lage: Hobrechtstr., Wallotstr., Lynarstr., Herthastr., Wallotstr., Königs-See, Hasensprung, fontanstr., Douglasstr., Hagenstr., Kurmärkerstr., Bismarck-Allee, Siemensstr., Delbrückstr., Herthasee-Park, Herthastr., Lynarstr., Caspar Theysstr., Herbertstr., Schinkelstr.
- Kunz Buntschuhstraße (1896): Hobrechtstr., Gillstr., Boothesstr., Joachim-Platz, Wangenheimstr.
- Kurmäkerstr. (1896): ein Garten, ein Haus, Lage: Königs-Allee, Hagenstr., Menzelstr.
- Lynarstraße (1896): Königs-Allee, Herthastr., Johanna-Platz, Hubertus-Allee
- Margarethenstraße
- Menzelstraße (1896): Hagenstr., Sternstr., Bilsestr., Taubertstr., Knausstr., Jagowstr., Wernerstr., Kurmärkerstr.
- Nierensteinerstraße (1896): Erbachstr., Förster-Weg
- Paulsbornerstraße (1896): Gemarkung Schmargendorf, Wangenheimstr. Boothstr., Wilmersdorfestr.
- Reuterpfad (1896): Hubertusbaderstr., Hagenstr.
- Roseneckstraße (1896): zwischen Teplitzer- und Hagenstraße, 1 und 3 Baustellen, ggü. Park-Anlagen
- Schinkelstr. (1896): Grundstück 1, Baustelle des Dampfstraßenbahn-Consortiums, Königs-Allee, Joachim-Platz
- Schleinitzstraße (1896): Herbertstr., Herthastr.
- Schwedlerstraße (1896): Siemensstr., Bismarck-Allee
- Siemensstraße (1896): Königs-Allee, Schwedlerstr., Bismarck-Allee, Jagowstr., Hubertusbaderstr.
- Sternstraße (1896): Hagenstr., Menzelstr.
- Taubertstraße (1896): Hagenstr., Menzelstr.
- Taunusstraße (1896): Hubertusbaderstr, Cronbergerstr., Teplitzerstr.
- Teplitzerstraße (1896): „v. Hundekehlestr. bis Hubertusbaderstr. geh. z. Schmargendorf“, Lage: Hundekehlestr., Egerstr., Spandauerstr., Hubertusbaderstr., Taunusstr., Roseneckstr., Gemarkung Schmargendorf
- Trabenerstraße (1896): Königs-Allee, Wallotstr., Erbacherstr., Gneiststr., Förster-Weg, Winklerstr., Wissmannstr.,
- Wallotstraße (1896): Königs-Allee, Trabenerstr.
- Wangenheimstraße (1896): Kunz-Buntschustr., Caspar Theysstr., Lynastr., Paulsbornerstr., Gemarkung Schmargendorf
- Warmbrunnerstraße
- Wernerstraße (1896): # 3 ist Amtshaus der Kurfürstendamm-Ges. i.Liqu., Lage:  Bismarck-Allee, Menzelstr., Jagowstr. Dunckerstr., Beymestr.
- Wilmersdorferstr. (1896): Hubertus-Allee, Anlagen, Paulsbornerstr., Wangenheimstr., Gemarkung Schmargendorf
- Winklerstraße (1896): Wissmannstr., Trabenerstr., Auerbachstr., Fontanestr., Bettinastr., Hasensprung
- Wißmannstraße (1896, mit ß): Tabenerstr., Gneiststr., Winklerstr.

### Vormals anders benannte Straßen
Einfache Namensänderungen von Straßenkategorie, wie Straße zu Weg oder Promenade zu Straße, oder Schreibweiseänderungen K statt C bleiben dem Eintrag in der Hauptliste vorbehalten. Die Straßenbezeichnungen im Bebauungsplan trugen wohl ein G vor der Nummerierung, S für Schmargendorf. Die folgende Aufstellung orientiert sich am Straßenlexikon des Luisenstädtischen Bildungsvereins.
- Bahnhofstraße lag auf dem Gelände des Bahnhofs Grunewald. Im Adressbuch 1929 (Verwaltungsbezirk Wilmersdorf > Grunewald mit Grunewald=Forst [einschl. Siedlung Eichkamp])[27] ist sie angegeben vom Durchgang zur Cordesstraße zur Verlängerten Kronprinzendamm. Die Grundstücke 1–4 und 6–12 sind Beamtenwohngebäude zumeist im Eigentum der Deutschen Reichsbahn, lediglich das Holzhaus Nr. 5 gehört der Allgemeinen Elektricitäts-Gesellschaft Berlin. In Haus 1 wohnten sieben Parteien, in 2 drei Bahnbeamte und 3 ist ein Übernachtungsgebäude bewohnt vom Hauswart, Kantinenwärter und einem Rentner, gefolgt von Haus 4 der Waschanstalt. Haus 6–10 und 12 sind ebenfalls von Bahnmitarbeitern bewohnt, wobei die jeweiligen Haushaltsvorstände mit Dienstrang/Berufsbezeichnung einzeln aufgeführt sind. In Haus 11 befinden sich außer zwei Wohnungen das Büro der 10. Bahnmeisterei.
- Beymestraße wurde 1898 nach Carl Friedrich von Beyme einem preußischen Politiker benannt, bevor sie am 24. Februar 1955 in → Furtwänglerstraße umbenannt wurde.
- Boothstraße: Ab 1890 wurde sie als Straße G 2 bezeichnet. Sie verlief zwischen dem Kurfürstendamm und der Paulsborner Straße und wurde am 8. Januar 1892 nach dem Baumzüchter John Cornelius Booth benannt, der Carstenn in gärtnerischen Fragen beriet. Am 23. Februar 1900 erfolgte die Namensgebung als → Humboldtstraße.
- Dunckerstraße: Die Straße wurde 1898 nach dem Verlagsbuchhändler, Publizist und Politiker Franz Duncker benannt. Mit der „Arisierung von Straßennamen“ in der NS-Zeit wurde am 14. April 1936 die Dunckerstraße nach dem NS-freundlichen Theologen in Seebergsteig umbenannt.
- Zugang zum Forstdienstacker: Um 1904 wurde die seit 1885 bestehende Straße G 1 des Bebauungsplans benannt. Der Forstdienstacker im Grunewald war eine Forstanlage, die vorrangig als Baumschule genutzt wurde.[24] Es war im Weiteren eine unbebaute Grün-(Brach-)Fläche[28] im Karree Koenigsallee–Bismarckallee–Wernerstraße–Menzelstraße, durch die zum 14. Januar 1925 die Rathenauallee gelegt[29] wurde (seit 25. Oktober 1933 als → Taubertstraße).
- Hobrechtstraße: Am 8. Januar 1892 wurde die Straße nach dem Architekten und Kommunalpolitiker James Hobrecht benannt, der sich um die Berliner Abwasserentsorgung verdient gemacht hatte. Bedingt durch den Bau der Stadtautobahn wurde die Hobrechtstraße am 21. März 1960 als Teil der Straße → Storkwinkel aufgehoben.
- Jagowstraße: 1902 wurde die Straße nach Traugott von Jagow (Polizeipräsident von Berlin)[30] benannt. Am  22. August 1953 erfolgte die Umbenennung in → Richard-Strauss-Straße.
- Joachimplatz: Die um 1891 angelegte Straße wurde zunächst nach dem österreich-ungarischen Violinisten, Dirigenten und Komponisten Joseph Joachim benannt. Die Umbenennung in → Bismarckplatz erfolgte am 24. Januar 1898.
- Joseph-Joachim-Straße: Am 17. März 1909 wurde ein Abschnitt der Auerbachstraße herausgelöst und nach dem ungarischen Komponisten in Joseph-Joachim-Straße umbenannt. Als im Rahmen der „Arisierung der Straßennamen“ die Nationalsozialisten alle jüdischen Straßennamen beseitigten, erfolgte am 20. März 1939 die Umbenennung in → Oberhaardter Weg. Am 1. Dezember 1983 wurde der westliche Abschnitt in → Gottfried-von-Cramm-Weg benannt. Im Übrigen wurde die Erweiterung am Übergang der Teplitzer Straße in die Hubertusallee am 1. Juli 1967 in Joseph-Joachim-Platz benannt, so dass der Name des siebenten Sohn des jüdischen Wollhändlers Joachim wieder im Ortsteil vertreten ist.
- Kronprinzessinnenweg: Der älteste Teil der Straße wurde 1882 vom Kreis Teltow als Kreis-Chaussee angelegt. Nach 1882 wurde er bis Charlottenburg erweitert. Der Weg verlief parallel zur AVUS und der Verlauf des Kronprinzessinnenwegs änderte sich besonders mit dem Bau der Automobilstraße. Zwischen 1918 und 1920 wurde er auf Charlottenburger Gebiet in den Königsweg einbezogen. Er verblieb noch auf Wilmersdorfer Gebiet jedoch mit der Änderung der Bezirksgrenze entfiel er auch in Grunewald. Der Kronprinzessinnenweg blieb nur in Wannsee und Nikolassee bestehen. Im deutschen Kaiserreich gab es keine weibliche Erbfolge und somit war Kronprinzessin der Titel der Gemahlin des Kronprinzen.
- Königsweg: Der Name für die Trasse von Charlottenburg nach Wannsee (und Potsdam) wurde von Charlottenburg aus vergeben.  Nach 1918 wurde der Kronprinzessinnenweg bis zum Großen Stern in den Königsweg einbezogen. Mit dem Bau der Automobilstraße und der AVUS verlor er als Verkehrsweg an Bedeutung. Am  7. Juli 1936 wurde der nördliche Abschnitt in der Siedlung Eichkamp als Eichkampstraße benannt. Der südliche Teil vom Auerbachtunnel bis zur Grenze nach Nikolassee entlang der Westseite der Autobahn ist heute ein Waldweg der noch den Namen besitzt und mit einer Länge von 2320 Metern im Straßenregister unter 2513 als „STRA“ (Straßenbauanforderung) klassifiziert ist, jedoch keine Kommunalstraße, sondern nach Okstra der Klasse „X“ zugeordnet ist.
- Kurmärker Platz:  Benannt nach der Kurmark, dem seit 1356 mit der Kurwürde verbundenen Territorium in der Mark Brandenburg, wurde der Platz am 30. Januar 1912, als die Umgebung bebaut und die Straßen angelegt wurden. Der Platz lag an der Kreuzung von Menzel-, Kurmärker und Hagenstraße. Am 18. September 1934 erfolgte die Umbenennung in → Hagenplatz, wobei die Kurmärker Straße als Straße aufgehoben und → einbezogen wurde.[31]
- Kurmärker Straße: Sie wurde am 1. April 1898 von der Einmündung der Menzel- in die Hagenstraße zur Koenigsallee benannt und war an der Ostseite bebaut. Die Westseite war ein Schmuckplatz, ab 1912 als Kurmärker Platz. Die Straße findet sich im Verlauf noch heute als Ostseite des → Hagenplatzes. Dabei wurde am 18. September 1934 ein Abschnitt in die Hagenstraße eingegliedert und der nördliche Teil ging im Hagenplatz, der Kreuzung von Hagen-/Fontanestraße und Koenigsallee, auf.
- Mahlerstraße: Vor der Benennung als Straße G 83 im Bebauungsplan trassiert, wurde sie nach Gustav Mahler, dem österreichischen Komponisten und Dirigenten benannt. Mit der „Arisierung der Straßennamen“ während der NS-Zeit erfolgte am 3. Oktober 1935 die Umbenennung in → Regerstraße.
- Menzelplatz: Dieser Platz am östlichen Ende der Menzelstraße wurde am 15. Juni 1906 nach dem Berliner Maler und Illustrator Adolph Menzel benannt. Wegenmehrfacher gleicher Namen in der Stadt seit 1920 erfolgte am 20. Juli 1959 die Benennung in → Leo-Blech-Platz.
- Parkstraße: Die Straße wurde zwischen 1902 und 1911 in drei Bauabschnitten von der Kommission zur Aufteilung der Domäne Dahlem angelegt. Benannt wurde sie vor 1910 nach dem Messelpark (vorher Ruhlandpark). Sie verlief nördlich des Messelparks von der Spohrstraße in Grunewald zur Pacelliallee in Dahlem. Am 4. April 1934 erfolgte die Abtrennung des nordwestlichen Abschnitts zwischen Spohr- und Hagenstraße und er wurde in den Wildpfad (24. Oktober 1922 angelegt) einbezogen. Der verbliebene Teil der Parkstraße wurde am 13. Juli 1934 in Helfferichstraße umbenannt. Seit 6. Februar 1958 ist diese als → Bernadottestraße benannt.
- Rathenauallee: Walther Rathenau, der liberale Politiker und Industrielle fiel 1922 einem rechtsradikalen Attentat zum Opfer. Die am 14. Januar 1925 nach ihm benannte Straße wurde am 25. Oktober 1933 durch die Nationalsozialisten in die → Taubertstraße einbezogen. Unmittelbar nach 1945 gab es den Vorschlag, den besagten Abschnitt wieder rückzubenennen.[32] Nachdem dies bei der Senatsaktion ohne Erfolg geblieben war, wurde Rathenau 1957 mit der Benennung des Rathenauplatzes wieder in den Straßennamen des Verwaltungsbezirks Wilmersdorf geehrt.
- Schumacherplatz: Um 1936 wurde die nach Bebauungsplan als Straße G 88a und Straße G 88 geplante Trasse angelegt und nach dem Wirtschaftswissenschaftler Hermann Schumacher benannt. Am 21. März 1956 wurde der Schumacherplatz in die im Jahr 1936 benannte → Waldmeisterstraße einbezogen.
- Seebergsteig: Mit der „Arisierung von Straßennamen“ in der NS-Zeit wurde die Dunckerstraße am 14. April 1936 umbenannt. Namensgeber war der Theologe Reinhold Seeberg (1859–1935), der ein halbes Jahr vorher verstorben war. Die Neubenennung erfolgte am 1. September 2003 in → Toni-Lessler-Straße. 1991 wurde der Antrag gestellt den Seebersteig umzubenennen, da Seeberg Antisemit und Wegbereiter des Nationalsozialismus war. Bis 2003 waren jedoch alle Versuche entweder an den Machtverhältnissen in der Bezirksverordnetenversammlung oder an Anwohnerklagen gescheitert.
- Siemensstraße: Mit dem Ausbau des Viertels wurden die Straßen 1898 benannt. Der Unternehmer und Physiker Werner von Siemens (1816–1892) war für diese Straße namensgebend. Am 16. April 1937 wurde sie bei der Beseitigung von Mehrdeutigkeiten Berliner Straßennamen in → Lassenstraße umbenannt.
- Sternstraße: 1906 wurde die Straße nach dem Dirigenten und Musikpädagogen Julius Stern (1820–1883) benannt. Als die Nationalsozialisten alle nach Juden benannten Straßen umbenannten, erhielt am 16. Mai 1938 die Sternstraße den Namen → Klindworthsteig.
- Wilmersdorfer Straße: Im Bebauungsplan ist die Trasse als Straße G 19 geführt. In der Richtung von der Gemeinde Grunewald über Schmargendorf nach Wilmersdorf wurde sie beim Ausbau der Colonie und dem Anlegen der Straßen am 24. Januar 1898 danach benannt. 1902 wurde sie als westlicher Abschnitt in die Warmbrunner Straße einbezogen.

### Gewidmete Forststraßen
Mit dem großen Forstanteil des Grunewalds im Ortsteil sind mehrere Forststraßen im Berliner Straßenverzeichnis aufgeführt. Außer diesen im Straßenverzeichnis aufgenommenen Waldwegen mit der RBS-Klasse „STFO“ gibt es noch andere benannte Wander- und Fußwege im Grunewald des Ortsteils.
- Alte Spandauer Poststraße (5720): mit einer Länge von 1320 Metern gab dem Postfenn den Namen und verläuft  von der Straße Am Postfenn am Südwestrand von Post- und Teufelsfenn bis in Höhe des Schildhornwegs auf dem hier der Europaweg E 11 liegt, die Fortsetzung ist der Teltower Weg.
- Havelweg (8268) mit 930 Metern führt südlich um den Dachsberg zwischen dem Havelhöhenweg an der Höhe des Havelufers und der Havelchaussee, wo er in den Schildhornweg einbindet.
- Schildhornweg (3942): Er liegt in Ost-West-Orientierung mit einer Länge von 3710 Metern quer durch den Grunewald vom S-Bahnhof Grunewald zur Halbinsel Schildhorn. Er kreuzt die Verbindungschaussee, nahe dem Teufelsfenn die Alte Spandauer Poststraße und die Havelchaussee.
- Neuer Schildhornweg (124): mit 1910 Metern liegt er im Abstand und Bogen nach Norden parallel zum Schildhornweg. An der FKK-Liegewiese am Teufelssee führt er vom S-Bahnhof Grunewald kommend zum Schildhornweg und dieser übernimmt die Trasse.
- Verbindungschaussee (5642): 2050 Meter liegt sie von der Teufelsseechaussee gegenüber vom Teufelsberg nach Süden über den Neuen Schildhornweg und den Schildhornweg hinweg nach einem Knick nach Südwest zum „Teltower Weg“ nahe dem Dahlemer Feld.

Im Adressbuch 1940 ist „Grunewald=Forst“ unter Verwaltungsbezirk Wilmersdorf, Grunewald mit Grunewald=Forst gesondert aufgeführt: Automobil=Verkehrs= u. Uebungsstr. (Halenseestr. bis Gemarkung Nikolassee), Birkenplatz (unbebaut, Königsweg bis Jagen 58), Forst Grunewald, Havelchaussee (Post Bln.-Charlottenb.9, Kronprinzessinnenweg bis Gemarkung Charlottenburg), Jagen 85 (Grundst. d. Berl. Frauenvereins), Königsweg (Post Bln.-Zehlendf., Durchgang z. Auerbacher Str. bis Großer Stern), Kronprinzessinnenweg („s.u. Zehlendorf“), Schildhorn (Post Bln.-Charlottenb.9, Havelchaussee und Grundstücke 1, 2, 3, 3a, 5), Teufelsseechaussee (Gemarkung Charlottenburg, Teufelsseestr., Teufelssee).

## Weitere Örtlichkeiten von Grunewald

### Kleingartenanlagen
Die Kleingärten im Ortsteil sind mit ihrem Bestandsstatus im Kleingartenentwicklungsplan aufgenommen und unterliegen den Bestimmungen des Bundeskleingartengesetzes.
- Die ‚Kolonie Stellwerk Bahnhof Grunewald‘ (Nr. 4215) ist eine Bahnlandwirtschaft am Auerbachtunnel mit elf Parzellen auf 5.087 m², deren Eigentümer die Deutsche Bahn AG ist.
- Die ‚Kolonie Hundekehle‘ ist mit Auerbacher Straße 23 adressiert und es gibt zwei Eigentumsformen. Einerseits gibt es eine im Bestand ungesicherte Fläche mit 69 Parzellen auf 29.620 m² privatem Pachtland (04091b), die nach Flächennutzungsplan (FNP) als Baugelände vorgesehen sind, ein weiterer Teil (04091a) der Anlage mit 31 Parzellen auf 3.573 m² befindet sich auf landeseigenem Pachtland und ist durch die Eintragung im FNP als fiktive[37] Dauerkleingärten gesichert.
- Die ‚Kolonie Auerbachtunnel‘ (Nr. 4210) wird ebenfalls unter Auerbacher Straße 23 adressiert und liegt auf Gelände der Deutschen Bahn AG. Durch diese Eigentumsverhältnisse unterstehen diese 48 Parzellen auf 15.617 m² der Verpachtung durch die Bahnlandwirtschaft (NLW) und sind dadurch gesichert.
- Die ‚Kolonie Grunewald im Jagen 48‘ liegt im Norden des Ortsteils im Forst. Sie ist über die südliche Teufelsseechaussee erreichbar und als Verbindungschaussee 14/16 adressiert. Die 379 fiktiven Dauerkleingärten auf 120.800 m² Landesgelände sind durch die Darstellung im Flächennutzungsplan als Forst gesichert.
- Die ‚BLW Halenseestraße‘ (4208) liegt mit 18 Parzellen an der Halenseestraße 35 auf 4.163 m² bahneigenem Gelände und ist durch deren Verpachtungsbedingungen im Bestand gesichert.
- Die ‚Kolonie Trabener Straße‘ (4209, BLW-Unterbezirk Charlottenburg Gruppe Trabener Straße) liegt auf Gelände der Deutschen Bahn AG und besitzt elf Pächter auf 3.433 m² in der Trabener Straße 91.

### Parks, Sport- und Grünflächen
- Der Forst Grunewald gab dem Ortsteil den Namen;
  - Teufelsberg: ein Trümmerberg im Westen Berlins, der von der verlassenen Abhöranlage beherrscht wird,
  - Ökowerk Teufelssee: ein nichtstaatliches Informations- und Bildungszentrum im  ehemaligen Wasserwerk Teufelssee,
  - Karlsberg mit Grunewaldturm, der zweithöchste Berg im Berliner Grunewald,
  - Grunewaldseenkette im Südwesten Berlins in der glazialen Rinne Richtung Havel und Spree,
  - Schildhorn ist eine Landzunge in die Havel mit dem Jaczo-Denkmal,
  - Abenteuerzentrum im Grunewald am Goldfinkweg mit Jugendclub, Jugendfreizeitheim des Pfadfinderbundes. Er liegt nahe der südlichen Bezirksgrenze östlich vom Grunewaldsee am Eichhörnchensteg,
- Parks (im Straßenverzeichnis benannt):
  - Halenseepark Grunewald, auch Friedenthalpark, liegt am Nordufer des Halensee im Winkel zwischen dem Bahngelände entlang der verlängerten Trabener Straße und der Autobahnzufahrt der Halenseestraße. Die Parkfläche beträgt 26.803 m²,
  - Robert-Stolz-Anlage liegt westlich von Hohenzollerndamm/Clayallee am Südrand des Ortsteils hinter dem Gebäude Clayallee 1 auf einer Fläche von 12.013 m²,
  - Skulpturenpark am Hubertussee: Dieser 9.203 m² Park besteht aus der Grünfläche am Süd- und Ostufer des Sees. Zugänge bestehen an der Hubertusstraße und der Bismarckbrücke sowie über die Grundstücke Delbrückstraße 6c und 16. Im Südosten befindet sich die Grunewald-Grundschule. Durch den Park führt der Innere Parkring, einer der 20 grünen Hauptwege,
  - Rhoda-Erdmann-Park am Nordende des Koenigssees.[38] Die 5.283 m² große Grünfläche liegt auf den Grundstücken Baraschstraße 8 und Bismarckallee 37;
- Sportanlagen:
  - Sportplatz des TC Blau-Weiss Berlin in der Waldmeisterstraße,
  - Tennisanlage des LTTC Rot-Weiß Berlin am Gottfried-von-Cramm-Weg,
  - Hubertussportplatz an der Hubertusallee;
- ehemaliger Rangier- und Güterbahnhof Grunewald, zur weiteren Nutzung besteht [veraltet] derzeit ein Planfeststellungsverfahren. Die Fläche liegt im Nordwesten des Ortsteils östlich der S-Bahn-Strecke und dem benachbarten Bahnkörper zu beiden Seiten der Cordesstraße. Im Süden schließt sich eine Golftrainingsanlage an. Die beplante Fläche beträgt 10,8 Hektar.